# Estación de Gland
La estación de Gland es la principal estación ferroviaria de la comuna suiza de Gland, en el cantón de Vaud.

## Historia y situación
La estación de Gland fue inaugurada en el año 1858 con la puesta en servicio del tramo Morges - Coppet de la línea Ginebra - Lausana. 
Se encuentra ubicada en el centro del núcleo urbano de Gland, cuenta con dos andenes laterales, por los que pasan dos vías pasantes, a las que hay que añadir otra vía pasante y varias vías toperas. En el sur de la estación existe un ramal que comunica con una zona industrial.
En términos ferroviarios, la estación se sitúa en la línea Ginebra - Lausana. Sus dependencias ferroviarias colaterales son la estación de Nyon hacia Ginebra y la estación de Rolle en dirección Lausana.

## Servicios ferroviarios
Los servicios ferroviarios de esta estación están prestados por SBB-CFF-FFS.

### Regional
- RE Ginebra-Cornavin - Coppet - Nyon - Morges - Lausana - Palézieux - Estación de Romont.
- RE Ginebra-Aeropuerto - Ginebra-Cornavin - Coppet - Nyon - Morges - Lausana - Vevey.